# 台中市公車29路
台中市公車29路行駛自仁友停車場至第一廣場，由台中客運營運。

## 歷史
- 29路早期從黎明新村出發，經干城街、黎明路、市政路、河南路、青海路、文心路、大雅路、五權路、三民路、公園路、雙十路至仁友東站[2]。
- 2013年4月17日：因仁友客運財務狀況吃緊，致人車調度無法路線班次需求。交通局召開會議，初步決定由彰化客運代駛29路。[3]
- 2013年4月29日：路線公告釋出。[4]
- 2013年6月1日：仁友客運釋出29路，評選結果由台中客運接駛台中市公車29路，並延駛至臺中監獄。[5]
- 2014年10月1日：路線微調，原行駛部分西屯路和文心路段改行駛弘孝路和櫻花路，成為行經弘孝路和櫻花路的第一條路線。
- 2015年1月1日：增停「逢甲大學（逢甲路）」。
- 2015年5月1日：增停「黎明福科路口」。
- 2016年4月15日：改為單循環發車，仁友東站改為中繼站，不作長時間待班停等，並調整仁友東站端行駛路線及發車時刻。
- 2016年7月1日：增停「福星北西苑路口」。[6]
- 2016年10月29日：配合「臺中市綠川排水環境營造計畫工程」，將「仁友東站」裁撤並增設「第一廣場」（往朝馬方向站位）。[7]
- 2017年1月1日：增設「黎明向上路口」。
- 2017年6月25日：增設「星動銀河旅站」（往臺中監獄方向單邊設站）。[8]
- 2019年5月1日：「劉厝里」更名為「劉厝庄」。
- 2019年12月12日：調整部分班次發車時刻。[9]
- 2020年10月20日：配合交通局實行「臺中捷運綠線通車前，捷運沿線公車站名調整」作業，原「頂賴厝」更名為「捷運文心中清站（中清路）」、「捷運文心中清站」更名為「捷運文心中清站（文心路）」、「捷運文華高中站」更名為「捷運文華高中站（文心路）」、「捷運櫻花文心站」更名為「捷運文心櫻花站（文心路）」。
- 2021年5月31日：往第一廣場方向「捷運文心中清站（中清路）」遷移至中清路一段745號前，原站位則更名為「中清北平路口」。
- 2022年5月1日：調整末班班次發車時刻為16:40。
- 2023年6月30日：「干城三站」取消站位。
- 2024年3月11日：調整發車時刻。[10]
- 2025年4月21日：起迄端點變更為「仁友停車場」。
- 2025年9月1日：配合道路環境變遷及民眾乘車需求變化，29路於干城街雙向增設「黎明國中」停靠站。

## 路線基本資料
全程行車里數約21.5公里，全程行車時間約1時30分。往第一廣場71站，往仁友停車場68站。
- 往仁友停車場：自第一廣場起，沿台灣大道、自由路、公園路、三民路、五權路、大雅路、文心路、西屯路、逢甲路、福星北路、黎明路、干城街、永春東七路、公益路、黎明路、永春東路、永春路、永春南路到仁友停車場。
- 往第一廣場：自仁友停車場，沿永春南路、永春路、永春東路、黎明路、公益路、永春東七路、干城街、黎明路、福星北路、逢甲路、西屯路、文心路、大雅路、五權路、三民路、自由路、三民路、公園路、自由路二段、雙十路一段、綠川東街、台灣大道一段到第一廣場。[11]

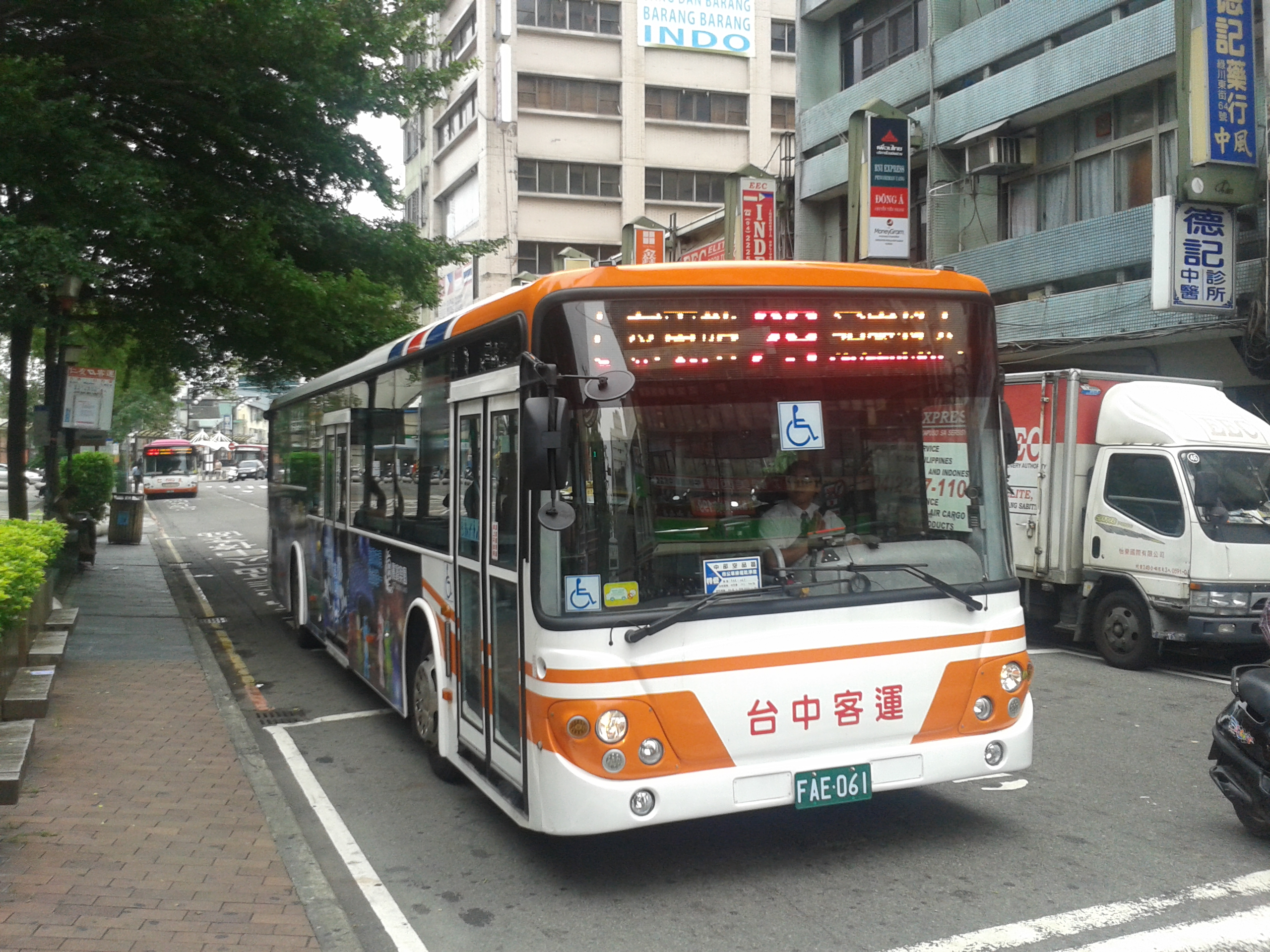
29路大宇低底盤公車
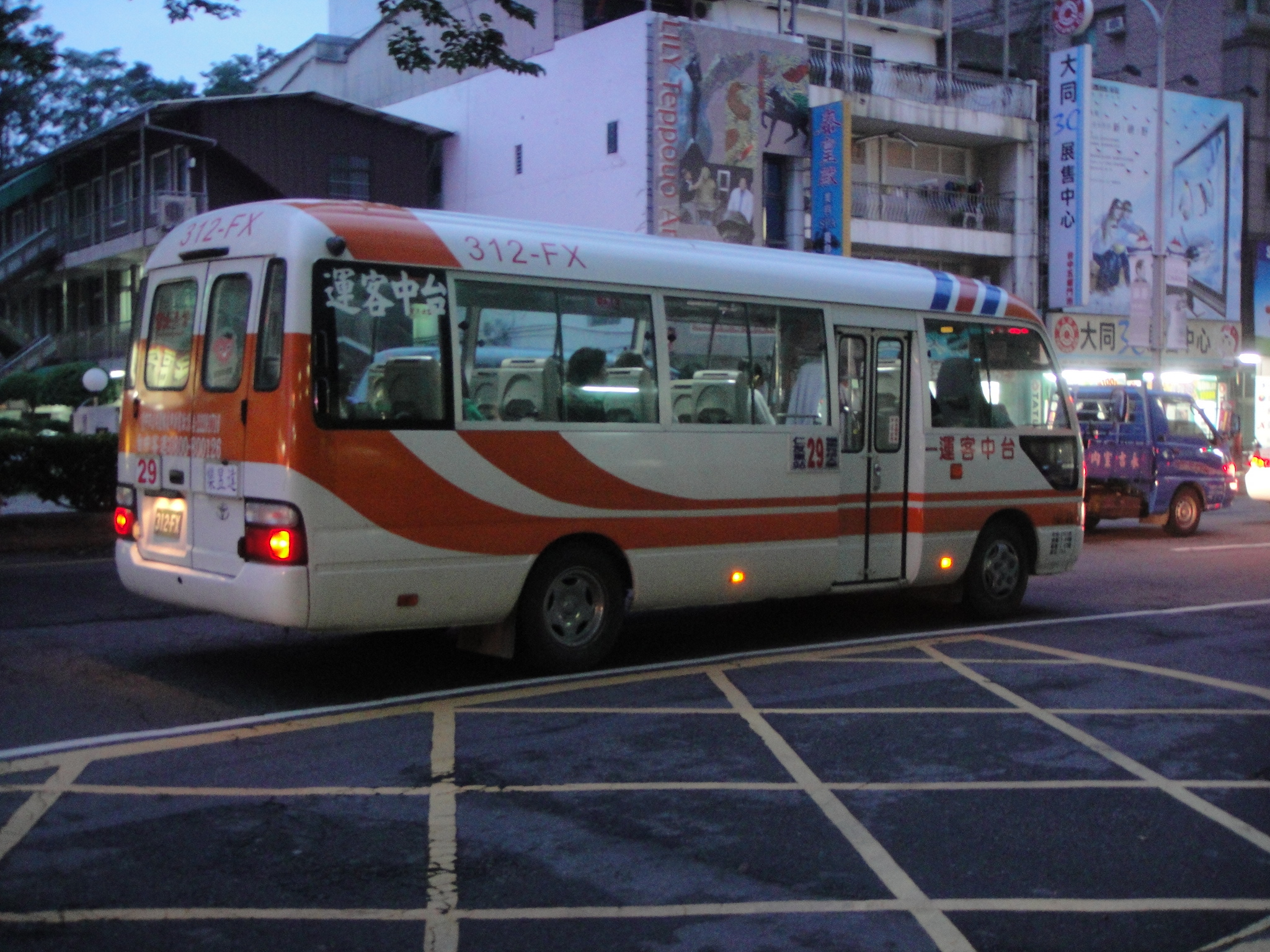
29路攝於中清路一段

### 時刻表
- 時刻表僅供參考，請以台中客運網站公告為準。時刻表更新時間為2025年4月24日。

| 台中市公車29路時刻列表                                          | 台中市公車29路時刻列表         |
| --------------------------------------------------------------- | ------------------------------ |
| 仁友停車場發車                                                  | 第一廣場發車                   |
| 平／假日 05:55、06:25、09:10、09:40、12:40、13:30、16:10、16:50 | 單循環路線，第一廣場後為返程。 |

### 收費
- 一般市區公車（1～999、綠1～綠4）：依里程計費，收費費率為［2.431×搭乘里程數×（1+5%營業稅）］元。
  - 於基本里程8公里內票價為全票20元、半票11元。
  - 兒童、老人、身心障礙者及其陪伴者依規定半票收費，半票收費費率為原收費費率的一半。
  - 市民限定交通卡：前10公里免費，超過10公里部分票價比照收費費率，且上限為10元。
- 小黃公車（黃1～黃25）：免費。
- 幸福公車（梨山1）：票價比照臺中市計程車收費費率，持電子票證刷卡全程免費。
- 市民小巴（市民小巴1～市民小巴4）：票價比照一般市區公車收費費率，持電子票證刷卡全程免費。

### 停站
- 參見右側站牌路線圖，綠色路段表示行駛優化公車專用道。

## 圖片集

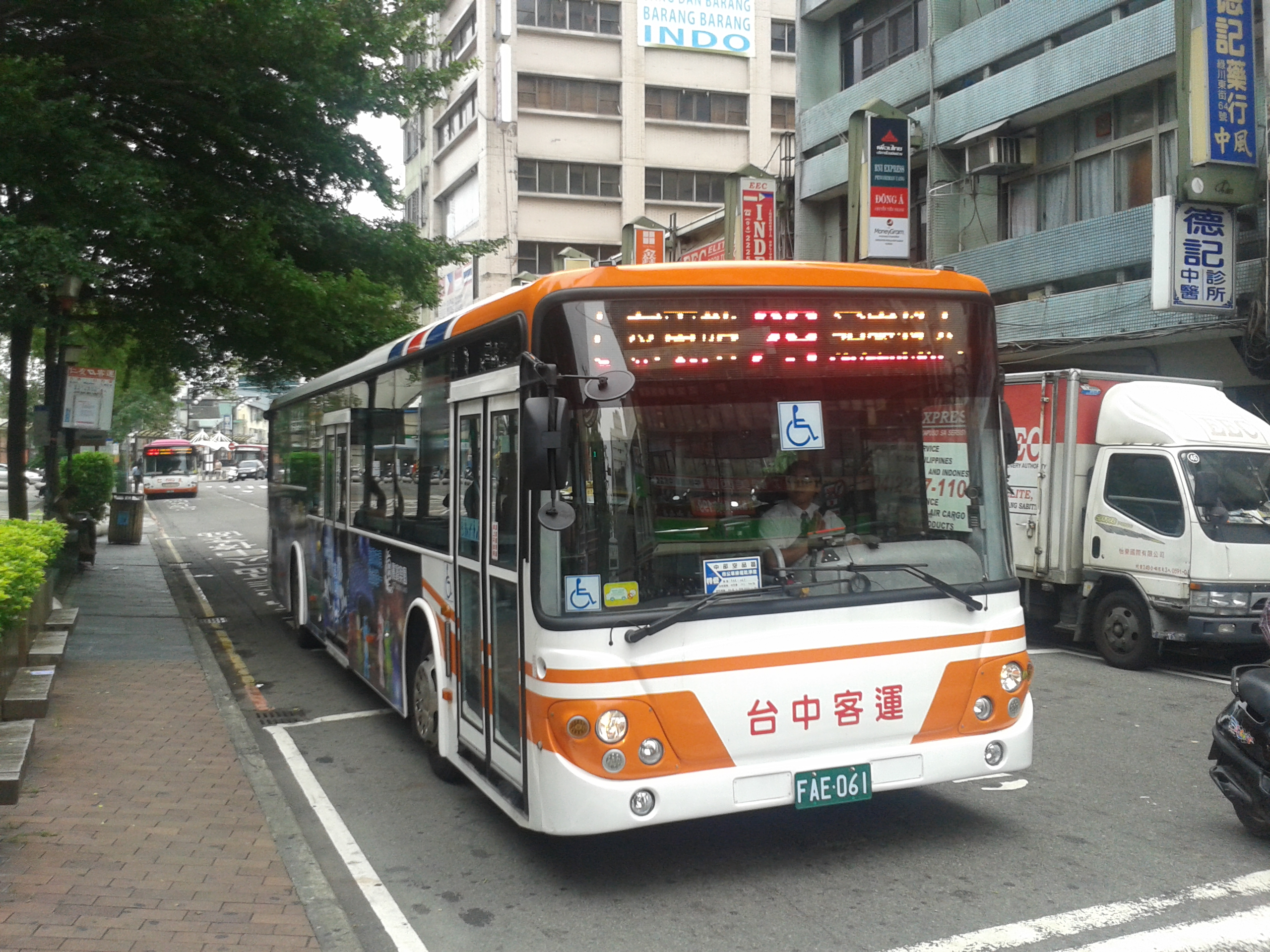
29路大宇低底盤公車
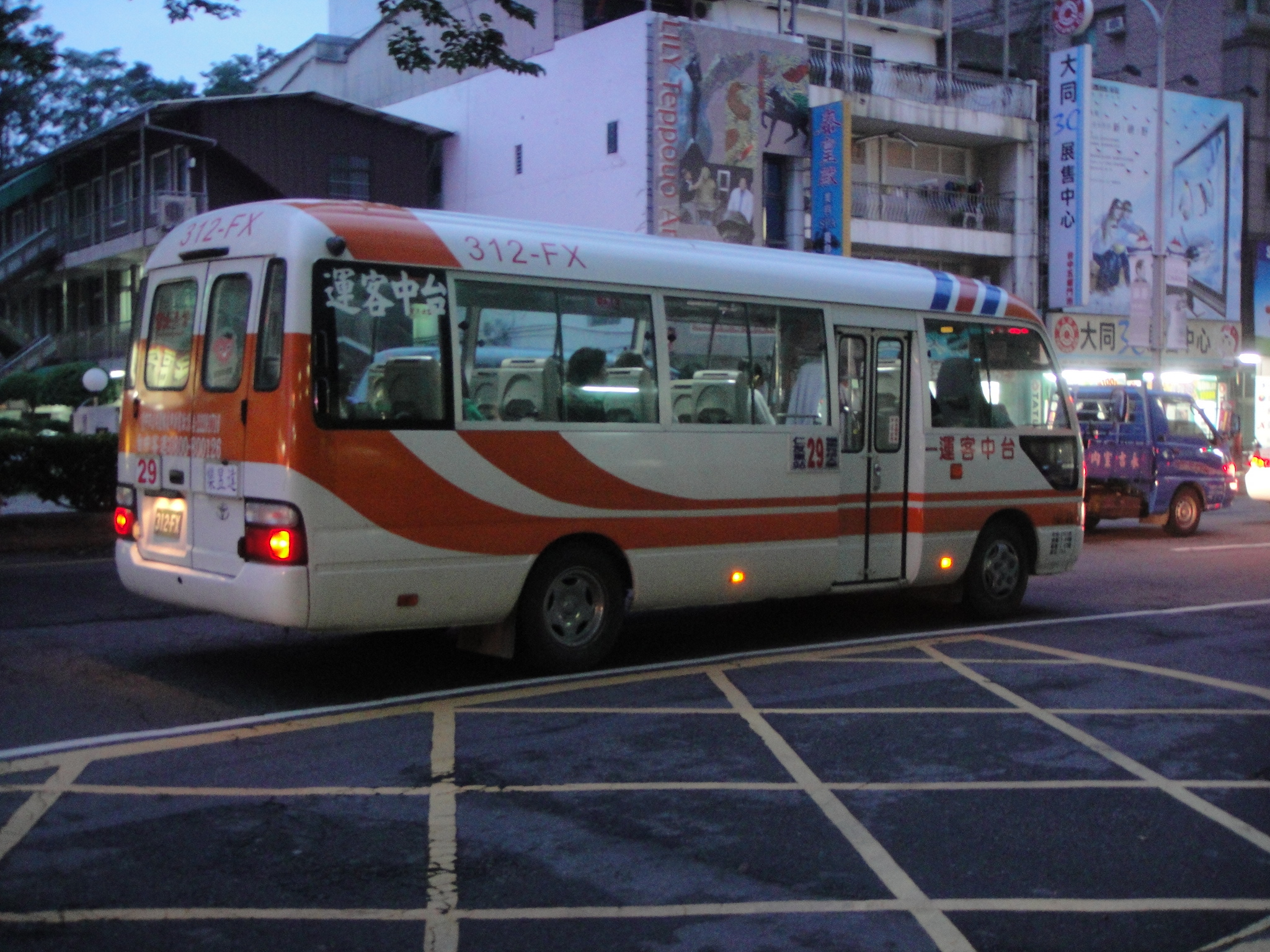
29路攝於中清路一段